# Георгий (Джамделиани)
Епи́скоп Гео́ргий (груз. ეპისკოპოსი გიორგი, в миру Лери Валерьевич Джамделиани, груз. ლერი ვალერის ძე ჯამდელიანი; 1 октября 1981, Местиа) — епископ Грузинской православной церкви, епископ Марнеульский и Худжабский.

## Биография
27 августа 2006 года был пострижен в монашество с именем Георгий в честь преподобного Георгия Мтацминдели.
4 декабря 2006 года был рукоположён в сан диакона.
19 января 2007 года был рукоположён в сан священника.
11 октября 2013 года игумен Георгий был избран епископом новообразованной Марнеульской и Худжабской епархии.
23 ноября того же года последовало его епископское рукоположение в кафедральном соборе Светицховели, которое возглавил католикос-патриарх всея Грузии Илия II.
1 апреля 2018 года епископ Георгий распространил заявление по поводу выступлений жителей Сванетии против строительства Местиачала ГЭС, в котором он писал, что недопустимо, чтобы частная компания пыталась силовыми методами воплотить в жизнь «пусть даже и позитивный» проект. И столь же недопустимо, чтобы ее сторону занимали государственные структуры вместо того, чтобы выступить в роли посредника между противоборствующими сторонами.